# Halfa (Iowa)
Pour les articles homonymes, voir Halfa.
Halfa est une communauté non constituée en municipalité, du comté d'Emmet en Iowa, aux États-Unis. Halfa est également une ville fantôme. La ville est fondée en 1899 et elle est baptisée en l'honneur de la ville de Wadi Halfa, au Soudan.
Le bureau de poste est inauguré en 1900 et fermé en 1932,.

## Source de la traduction
- (en) Cet article est partiellement ou en totalité issu de l’article de Wikipédia en anglais intitulé « Halfa, Iowa » (voir la liste des auteurs).